# Pickens County (South Carolina)
Pickens County ist ein County im Bundesstaat South Carolina der Vereinigten Staaten. Das U.S. Census Bureau hat bei der Volkszählung 2020 eine Einwohnerzahl von 131.404 ermittelt. Der Verwaltungssitz (County Seat) ist Pickens.

## Geographie
Das County liegt im Nordwesten von South Carolina, grenzt im Norden an North Carolina und hat eine Fläche von 1326 Quadratkilometern, wovon 39 Quadratkilometer Wasserfläche sind. Es grenzt im Uhrzeigersinn an folgende Countys: Transylvania County (North Carolina), Greenville County, Anderson County und Oconee County.

## Geschichte
Pickens County wurde am 20. Dezember 1826 gebildet. Benannt wurde es nach Andrew Pickens, einem militärischen Führer im Amerikanischen Unabhängigkeitskrieg und Mitglied im Kongress der Vereinigten Staaten.
1963 ging das Pumpspeicherkraftwerk Jocassee ans Netz.

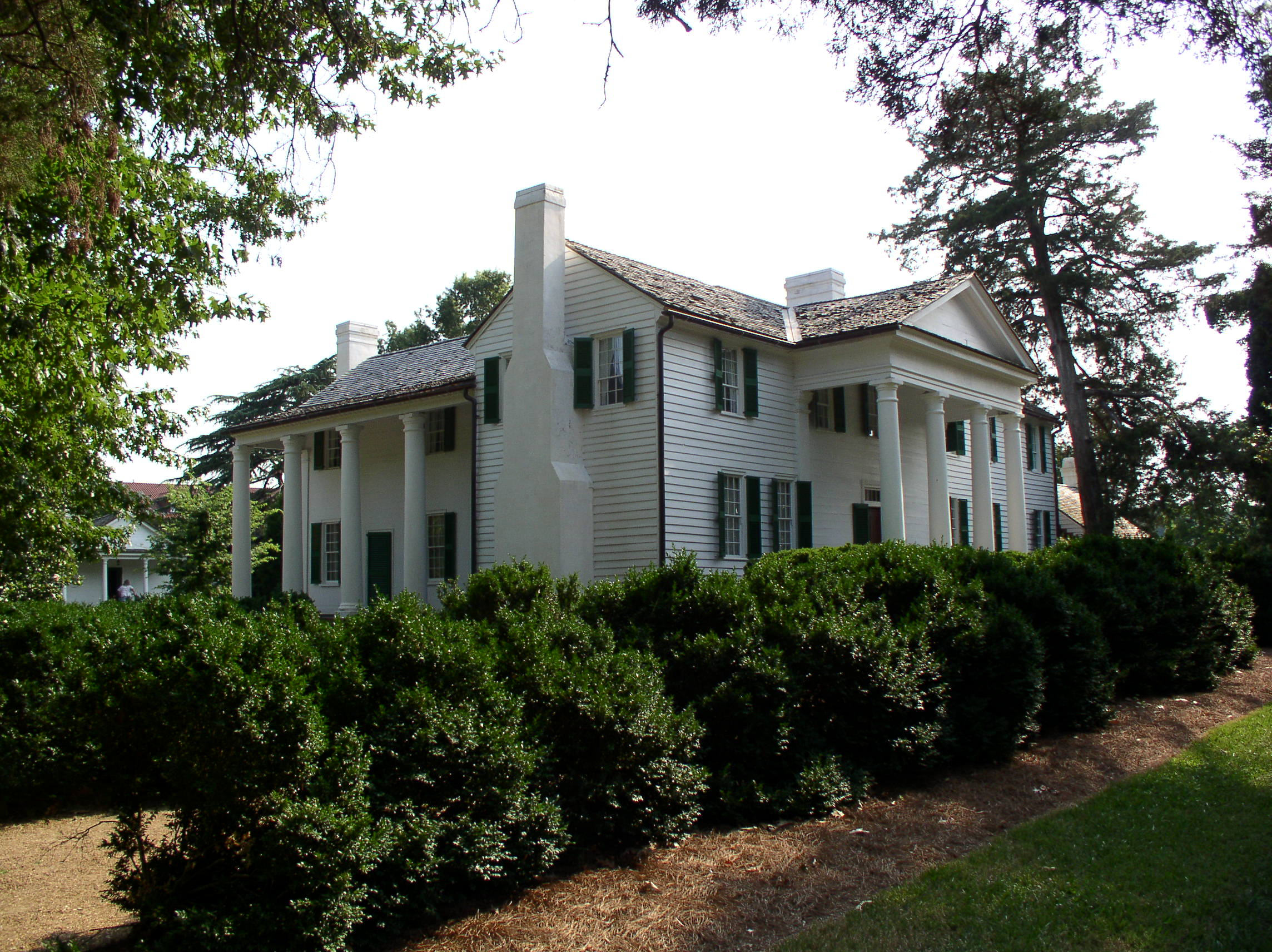
Fort Hill (2006)

Ein Ort im County hat den Status einer National Historic Landmark, das frühere Heim von John C. Calhoun, Fort Hill. 28 Bauwerke und Stätten des Countys sind im National Register of Historic Places (NRHP) eingetragen (Stand 29. Juli 2018).

## Demografische Daten
Nach der Volkszählung im Jahr 2000 lebten im Pickens County 110.757 Menschen in 41.306 Haushalten und 28.459 Familien. Die Bevölkerungsdichte betrug 86 Einwohner pro Quadratkilometer. Ethnisch betrachtet setzte sich die Bevölkerung zusammen aus 90,27 Prozent Weißen, 6,82 Prozent Afroamerikanern, 0,16 Prozent amerikanischen Ureinwohnern, 1,18 Prozent Asiaten, 0,01 Prozent Bewohnern aus dem pazifischen Inselraum und 0,70 Prozent aus anderen ethnischen Gruppen; 0,85 Prozent stammten von zwei oder mehr Ethnien ab. 1,70 Prozent der Bevölkerung waren spanischer oder lateinamerikanischer Abstammung.
Von den 41.306 Haushalten hatten 31,2 Prozent Kinder unter 18 Jahre, die bei ihnen lebten. 55,6 Prozent waren verheiratete, zusammenlebende Paare, 9,4 Prozent waren allein erziehende Mütter, 31,1 Prozent waren keine Familien, 23,3 Prozent waren Singlehaushalte und in 8,2 Prozent lebten Menschen mit 65 Jahren oder darüber. Die Durchschnittshaushaltsgröße betrug 2,50 und die durchschnittliche Familiengröße betrug 2,95 Personen.
22,3 Prozent der Bevölkerung war unter 18 Jahre alt. 17,5 Prozent zwischen 18 und 24, 27,6 Prozent zwischen 25 und 44, 21,2 Prozent zwischen 45 und 64 und 11,4 Prozent waren 65 Jahre alt oder älter. Das Durchschnittsalter betrug 33 Jahre. Auf 100 weibliche Personen kamen 99,6 männliche Personen und auf 100 Frauen im Alter von 18 Jahren und darüber kamen 98,2 Männer.
Das jährliche Durchschnittseinkommen eines Haushalts betrug 36.214 USD, das Durchschnittseinkommen einer Familie betrug 44.507 USD. Männer hatten ein Durchschnittseinkommen von 31.795 USD, Frauen 22.600 USD. Das Prokopfeinkommen betrug 17.434 USD. 7,8 Prozent der Familien und 13,7 Prozent der Bevölkerung lebten unterhalb der Armutsgrenze.